# La Jota (Zaragoza)
La Jota es un barrio situado en la margen izquierda del Ebro, del distrito de El Rabal de Zaragoza. 

## Servicios y comunicaciones

### Transporte
Es un barrio muy bien comunicado con el resto de la ciudad, con las líneas de autobús 21, 28, 32, 39, 44, 50, 60, Ci1, Ci2 y a través de los dos cinturones urbanos que los delimitan, la Z-30 y la Z-40. 

### Comercio
Tiene un puerto fluvial junto al río Ebro, varios bares, mercados tradicionales y varios supermercados (de la firma Simply, Mercadona, Día, Eroski y Bonárea). El barrio también acoge el Centro de Especialidades Médicas Grande Covián. Hay unos 5 colegios e institutos públicos, 1 centro de salud del Servicio Aragonés de Salud, un Centro Cívico, una Casa de Juventud, una parroquia, 2 campos de fútbol y la ribera y el soto del río Gállego.
Como curiosidad, las calles están mayormente referidas a joteros y a cantantes folklóricos aragoneses, como Pascuala Perié, José Oto, María Virto o Felisa Galé. también existen calles dedicadas a grandes compositores de música de rondallas joteras o piezas tradicionales aragonesas, como el Maestro Calavia o el Maestro Orús. 

### Zonas verdes
El principal espacio verde del barrio es el Parque de Oriente. Otras zonas verdes incluyen el parque del Rabal, en el que está situada una estatua de un afamado jotero, llamado Royo del Rabal, y el de Vadorrey, decorado con antiguo barco en recuerdo del tráfico flvial que surcaba el río Ebro entre la desembocadura y la ciudad de Zaragoza. También al lado de la ribera del río Ebro, junto al Parque de Oriente, está el reloj solar más grande del mundo.

## Cultura y música

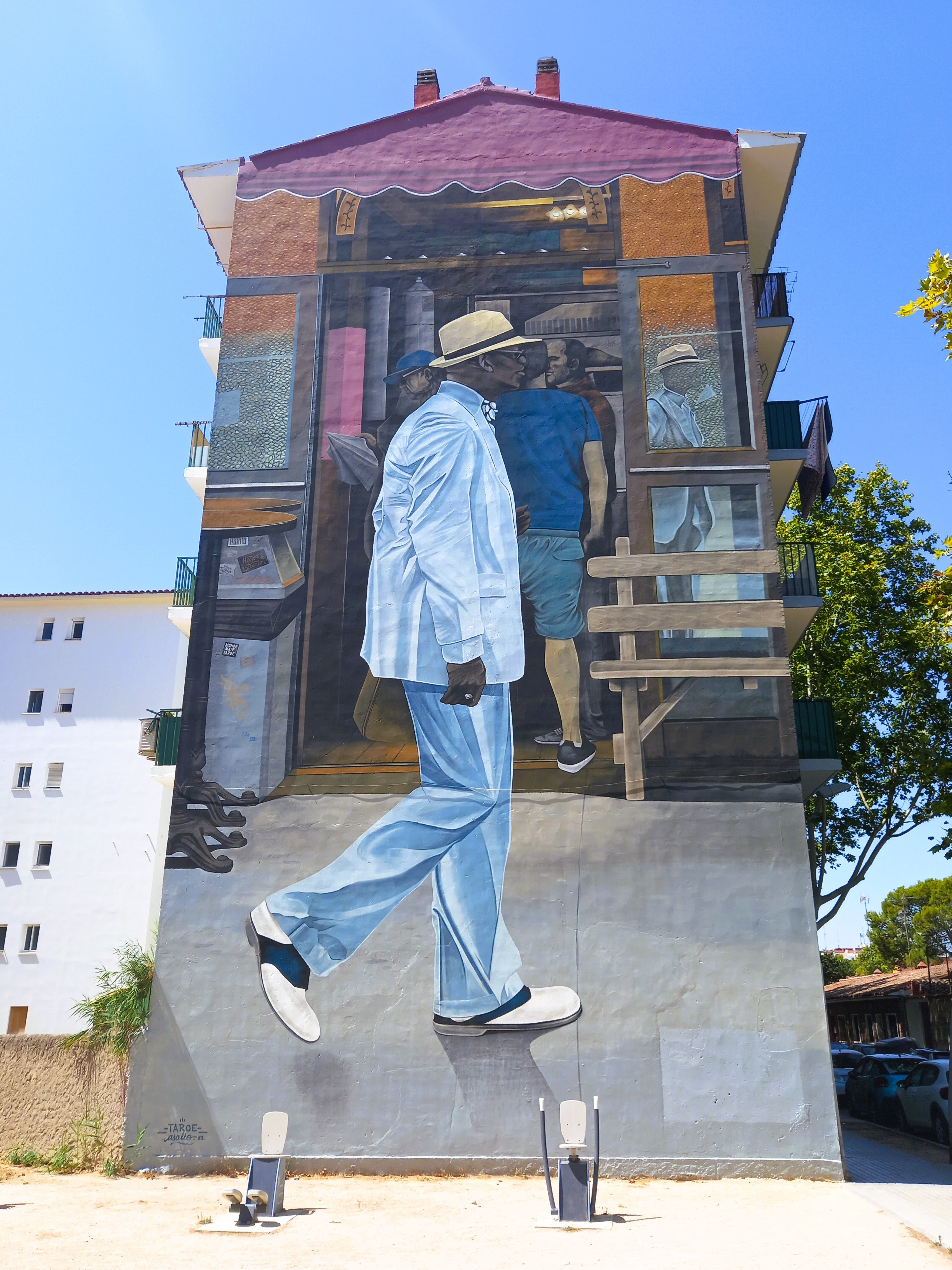
Obra del artista francés Taroe realizada en el Festival Asalto 2023.

En el barrio La Jota hay bastante tradición de rap y Hip-hop, en el que han surgido varios grupos y compositores de este estilo de música, como el gran conocido y famoso rapero del grupo de Violadores del Verso, Kase-O. También surgieron en los años 90 varios grupos de música rock, siendo el abanderado de esta tendencia, el grupo Distrito 14.

### Galería Festival Asalto 2023
|  |
|  |

|  |
|  |

|  |
|  |

|  |
|  |

## Historia

### Orígenes

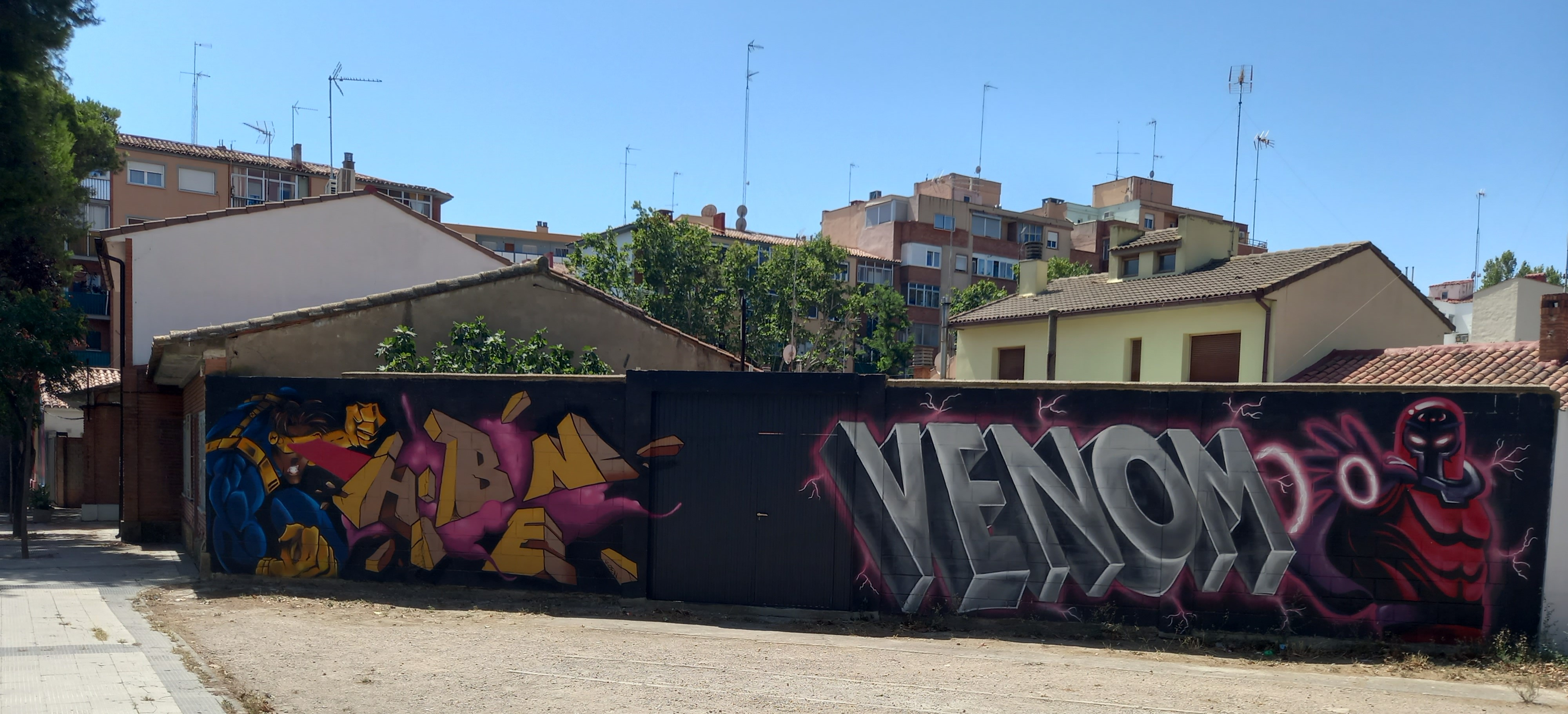

Sus orígenes (la llamada Barriada de Escudero) era claramente un barrio de tradición obrera, cuya población original se nutría principalmente de mano de obra emigrante proveniente de los pueblos de la ribera del Ebro y con destino a las fábricas situadas en el cercano Polígono Industrial de Cogullada.
El barrio de La Jota fue uno de los barrios pioneros en Zaragoza en organizarse y en la creación de una Asociación de Vecinos para demandar mejoras en las infraestructuras del barrio (como casi todos los barrios obreros de emigración surgidos junto a instalaciones industriales, pobres en servicios y en infraestructuras en sus inicios) y para apoyar a sus vecinos en las reivindicaciones y en la lucha por mejorar la calidad de vida de los mismos.

### Atentado de la organización terrorista ETA
El 11 de diciembre de 1987, la organización terrorista ETA atentó contra la casa cuartel de la Guardia Civil situada en la Avenida de Cataluña, junto al Barrio de la Jota, por medio de un coche bomba, provocando la destrucción del inmueble. Hubo once muertos, algunos de ellos eran niños, y hubo muchos heridos entre los habitantes de la casa cuartel. 
Hoy, en ese mismo lugar, hay una plaza llamada Parque de la Esperanza para recordar este hecho, con un conjunto de estatuas para recordar a los niños asesinados.

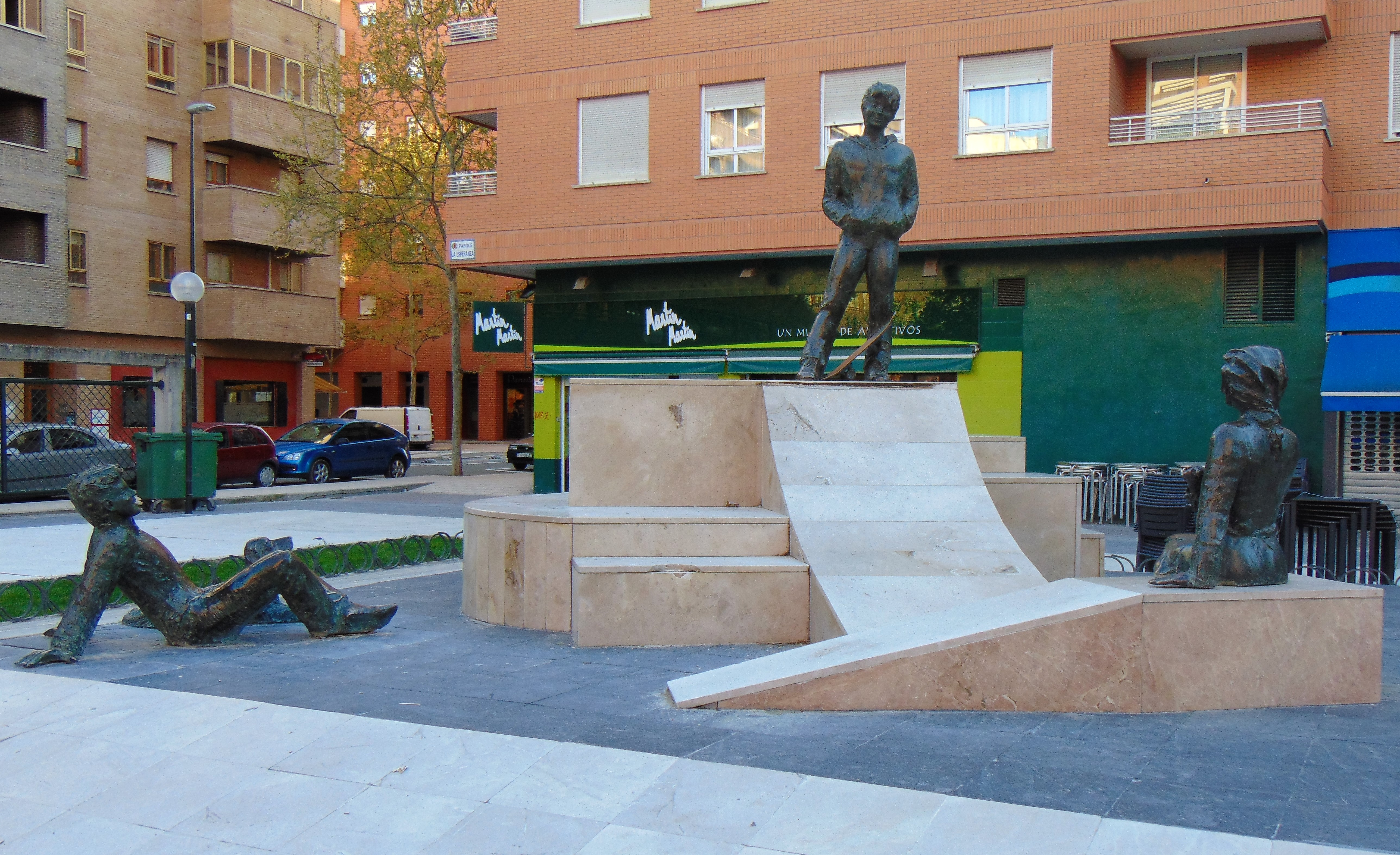
Monumento a los niños en la plaza de la Esperanza.